# Heteracantha
Heteracantha depressa es una  especie de coleóptero adéfago de la familia Carabidae y el único miembro del género monotípico Heteracantha. Habita en Oriente Próximo.